# Beautiful Soup
Beautiful Soup (littéralement « Belle Soupe ») est une bibliothèque Python d'analyse syntaxique de documents HTML et XML créée par Leonard Richardson.
Elle produit un arbre syntaxique qui peut être utilisé pour chercher des éléments ou les modifier. Lorsque le document HTML ou XML est mal formé (par exemple s'il manque des balises fermantes), Beautiful Soup propose une approche à base d'heuristiques afin de reconstituer l'arbre syntaxique sans générer d'erreurs. Cette approche est aussi utilisée par les navigateurs web modernes.
Elle est disponible pour Python 2.7 et Python 3.

## Exemple d'utilisation
```
# Python 2

# Extraction des liens d'une page web

from
 
bs4
 
import
 
BeautifulSoup

import
 
urllib.request

webpage
 
=
 
urllib
.
request
.
urlopen
(
'http://fr.wikipedia.org/wiki/Main_Page'
)

soup
 
=
 
BeautifulSoup
(
webpage
,
 
'html.parser'
)

for
 
anchor
 
in
 
soup
.
find_all
(
'a'
):

    
print
(
anchor
.
get
(
'href'
,
 
'/'
))

```

```
# Python 3

# Extraction des liens d'une page web

from
 
bs4
 
import
 
BeautifulSoup

import
 
requests

requete
 
=
 
requests
.
get
(
'https://fr.wikipedia.org/wiki/Main_Page'
)

page
 
=
 
BeautifulSoup
(
requete
.
text
,
 
'html.parser'
)

for
 
lien
 
in
 
page
.
find_all
(
'a'
):

    
print
(
lien
[
'href'
])

```